# متنزه غريفيث

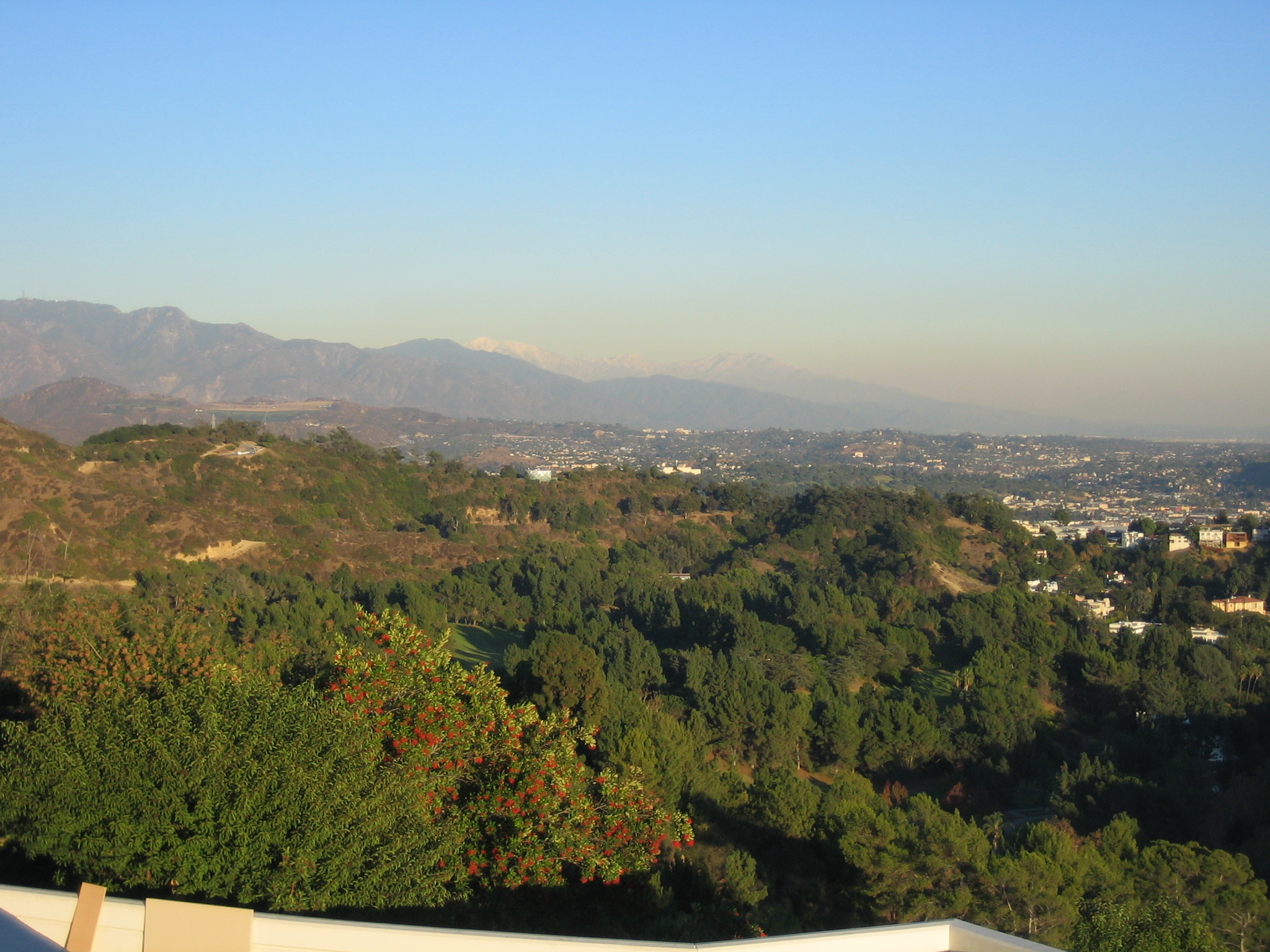
صورة للجانب الجنوبي الشرقي لمنتزه غريفيث عبر مرصد غريفيث

منتزه غريفيث منتزه بلدي يقع داخل مدينة لوس أنجلوس في ولاية كاليفورنيا بالولايات المتحدة الأمريكية.
تم إنشاء المنتزه سنة 1896 بعد ان أوصى الاٍقطاعي الويلزي «جينكينز غريفيث» بالأراضي التي يملكها في المدينة للبلدية وذلك من اجل جعلها متنفسا ومكانا ترفيهيا لساكنة لوس أنجلوس

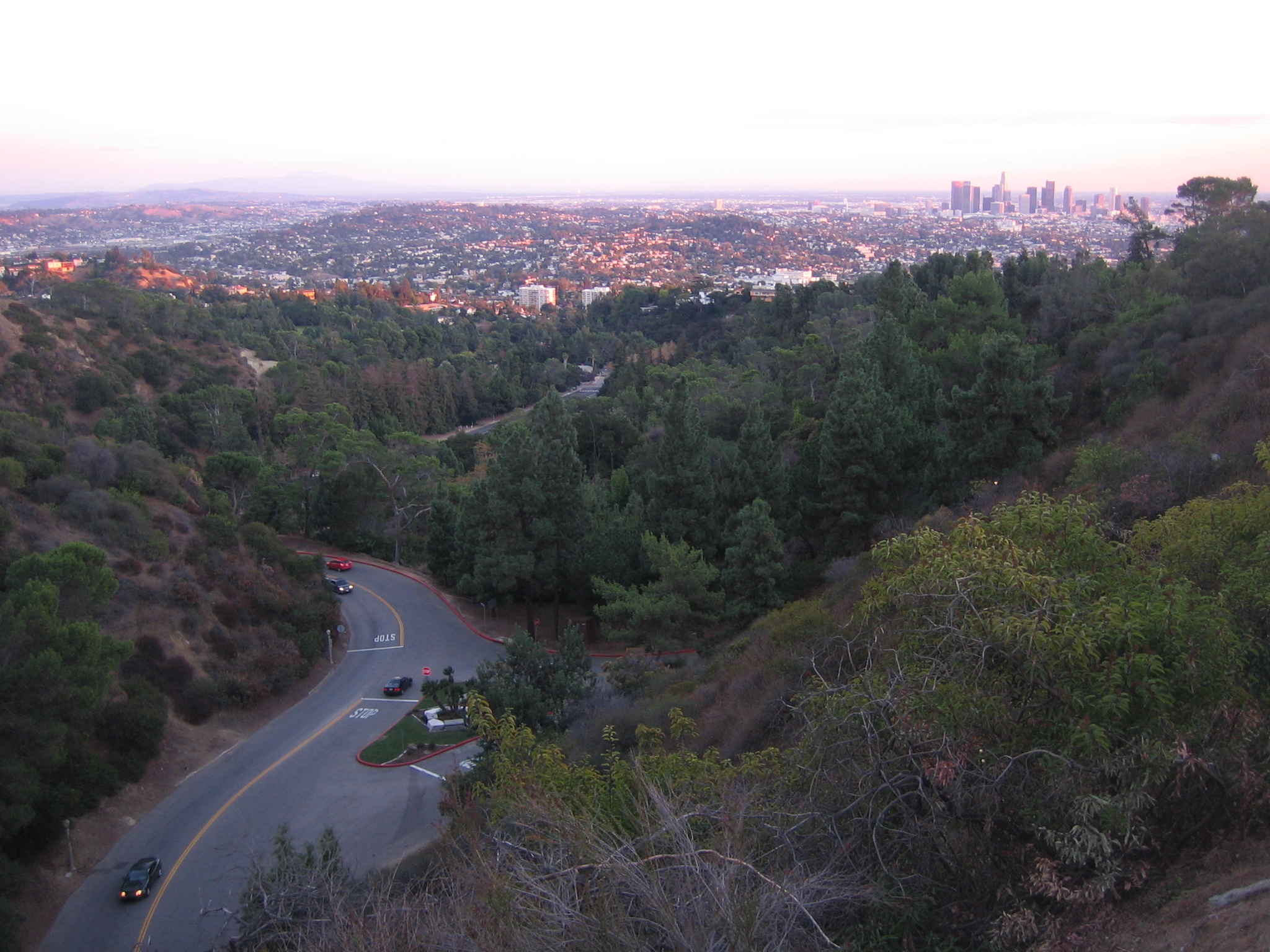
منظر للمدينة من مرصد المنتزه
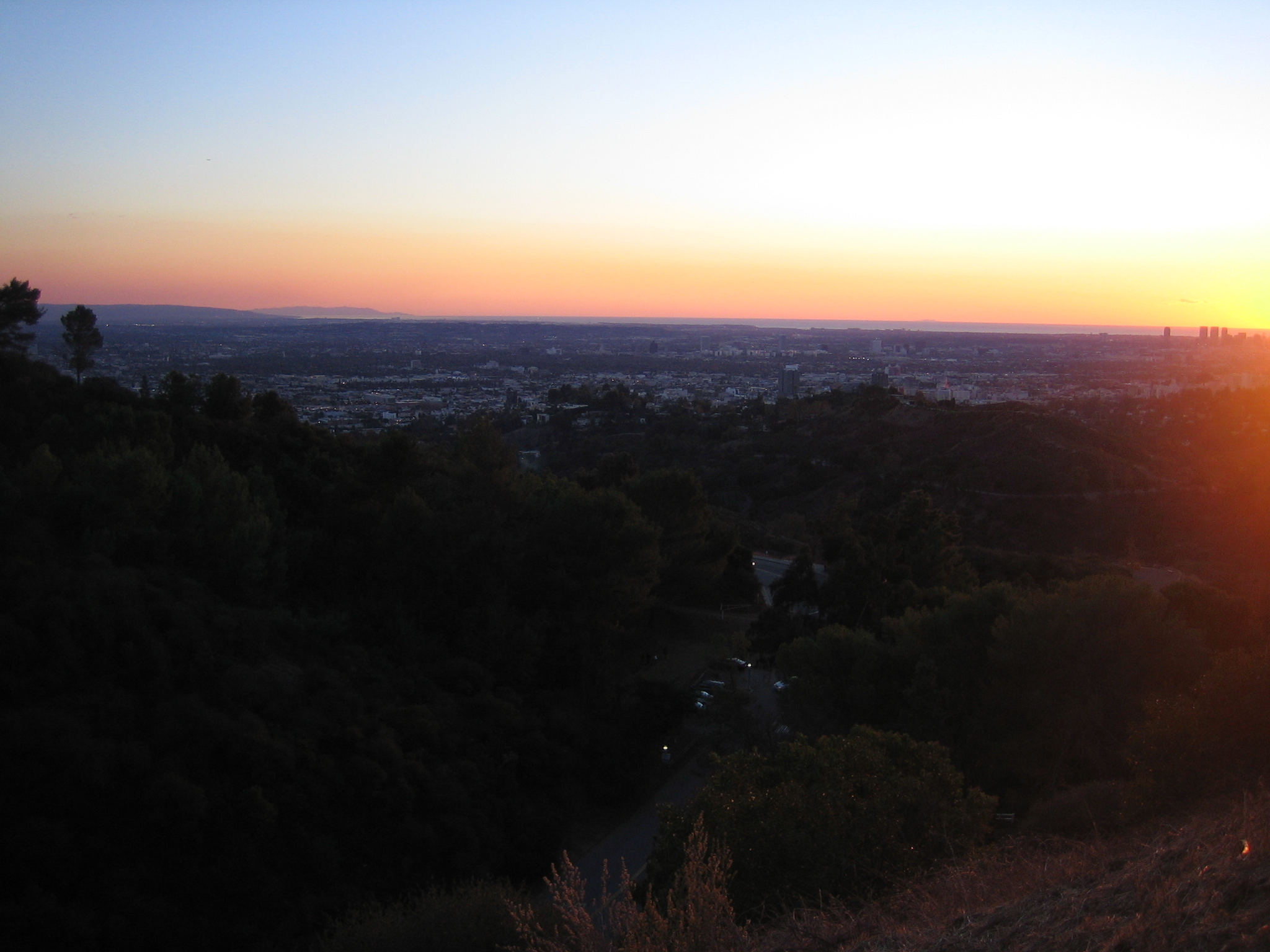
شروق الشمس في المنتزه
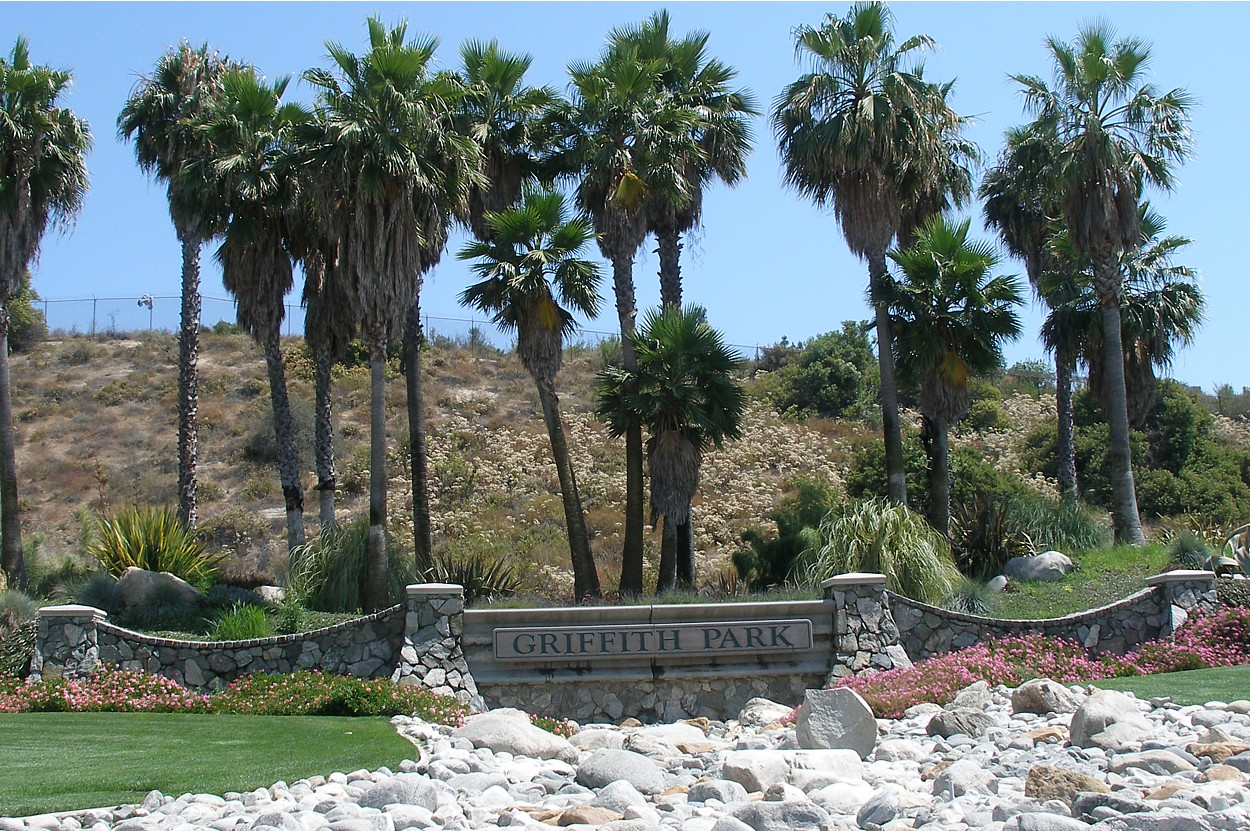
شعار الترحيب في مدخل المنتزه
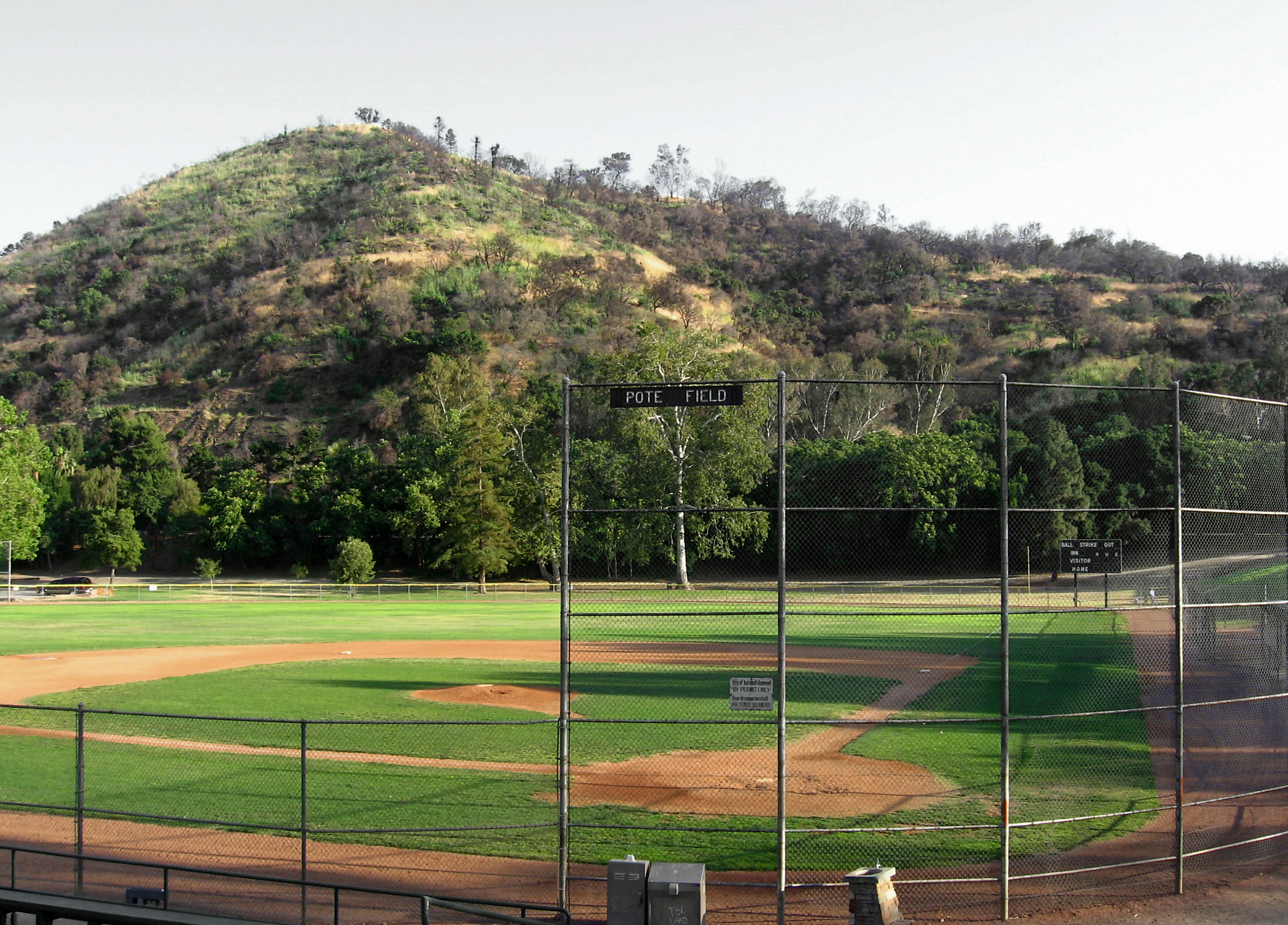
حديقة وملعب بوت فيلد
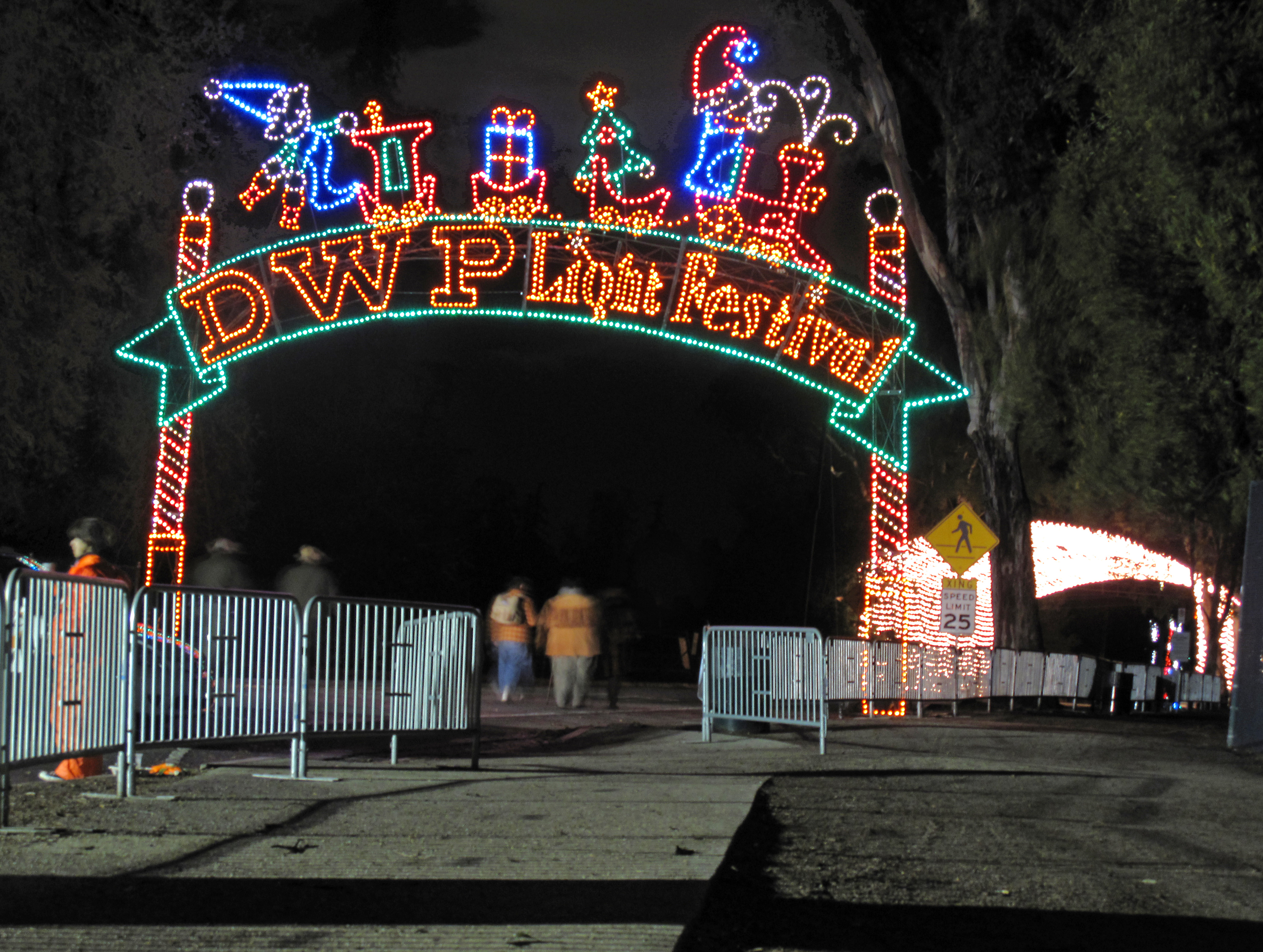
مهرجان لايت سنة 2009